# أمل
الأمل هو حالة ذهنية إيجابية تتميز بالتفاؤل، وتعتمد على توقع نتائج جيدة في حياة الفرد أو في العالم بشكل عام. يُعرّف قاموس ميريام وبستر الأمل كفعل بأنه "التوقع بثقة" أو "التطلع إلى رغبة مع الترقب".
ومن أبرز أضداد الأمل: الإحباط، واليأس، والقنوط.
يتجلى الأمل في مختلف جوانب الحياة البشرية، مثل التفكير العملي، والفضائل الدينية، والمفاهيم القانونية، والأدب، بالإضافة إلى التأثيرات الثقافية والأسطورية.

## علم النفس
تُشير البروفيسورة الأمريكية في علم النفس باربرا فريدريكسون [الإنجليزية] إلى أن الأمل يظهر بقوة في أوقات الأزمات، مما يفتح أمامنا إمكانيات جديدة للإبداع. وتُحاجج فريدريكسون بأن الحاجة الكبيرة تولد مجموعة غير عادية من الأفكار، بالإضافة إلى مشاعر إيجابية مثل السعادة والفرح، والشجاعة، وتمكين الذات، وهي مشاعر تنبع من أربعة مجالات مختلفة من الذات: من منظور معرفي، نفسي، اجتماعي، أو جسدي. هذه الأفكار الإيجابية تؤتي ثمارها عندما تكون قائمة على تفاؤل واقعي، وليس على "أمل كاذب" ساذج.
يربط عالم النفس تشارلز آر. سنيدير الأمل بوجود هدف، مع خطة حاسمة لتحقيق هذا الهدف. وكان ألفريد أدلر قد جادل أيضاً بأهمية السعي نحو الأهداف في النفس البشرية، كما فعل فلاسفة الأنثروبولوجيا مثل إرنست بلوخ. كما أكد سنيدير على العلاقة بين الأمل والإرادة العقلية (الصلابة النفسية)، وكذلك الحاجة إلى تصور واقعي للأهداف (التركيز على حل المشكلات)، حيث اعتبر أن الفرق بين الأمل والتفاؤل هو أن الأمل قد يبدو كالتفكير التمني، لكن التفاؤل يوفر الطاقة لإيجاد طرق عملية لمستقبل أفضل.
يرى د. و. وينيكوت أن سلوك الطفل المعادي للمجتمع يعبر عن صرخة للمساعدة، أي أمل غير واعٍ، وهو رغبة غير معلنة في حدوث نتيجة إيجابية لأولئك الذين في مواقع السلطة في المجتمع الأوسع عندما يفشل الاحتواء داخل الأسرة المباشرة. كما ترى نظرية العلاقات الموضوعية أن النقل التحليلي مدفوع جزئياً بأمل غير واعٍ بأن الصراعات والصدمات الماضية يمكن التعامل معها من جديد.

## نظرية الأمل
درس سنيدير بصفته أخصائي في علم النفس الإيجابي كيف يمكن أن يؤثر الأمل والمغفرة على جوانب عدة من الحياة مثل الصحة والعمل والتعليم والمعنى الشخصي. وقد افترض أن هناك ثلاثة أشياء رئيسية تشكل التفكير المفعم بالأمل:
- الأهداف: التوجه في الحياة بطريقة موجهة نحو الأهداف.
- الطرق: إيجاد طرق مختلفة لتحقيق الأهداف.
- الشعور الداخلي: الإيمان بقدرتك على إحداث التغيير وتحقيق هذه الأهداف.

بمعنى آخر، تم تعريف الأمل على أنه القدرة المدركة على إيجاد طرق لتحقيق الأهداف المرغوبة وتحفيز النفس من خلال التفكير في الشعور الداخلي لاستخدام هذه الطرق.
يجادل سنيدير بأن الأفراد الذين يستطيعون إدراك هذه العناصر الثلاثة وتطوير الإيمان بقدرتهم هم أشخاص مفعمون بالأمل، قادرون على تحديد أهداف واضحة، وتخيل العديد من الطرق القابلة للتطبيق نحو تحقيق هذه الأهداف، والمثابرة حتى عندما تعترضهم العقبات.
اقترح سنيدير "مقياس الأمل"، الذي يعتبر أن إصرار الشخص على تحقيق هدفه هو مقياس أمله. يفرق سنيدير بين الأمل المقاس للبالغين والأمل المقاس للأطفال. يحتوي مقياس الأمل للبالغين من سنيدير على 12 سؤالاً؛ 4 لقياس "التفكير في الطرق"، 4 لقياس "التفكير في الشعور الداخلي"، و4 مجرد أسئلة تكميلية. يجيب كل شخص على كل سؤال باستخدام مقياس من 8 نقاط.
يقيس فيبل وهيل الأمل من خلال دمج مقياس الأمل لسنيدير مع مقياس التوقع العام للنجاح (GESS) لقياس الأمل بشكل تجريبي. يرى سنيدير أن العلاج النفسي يمكن أن يساعد في تركيز الانتباه على أهداف الشخص، بالاستفادة من المعرفة الضمنية حول كيفية الوصول إليها. وبالمثل، هناك نظرة وفهم للواقع المرتبط بالأمل، يميز بين عدم الأمل، الأمل الضائع، الأمل الكاذب، والأمل الحقيقي، والتي تختلف من حيث وجهة النظر والواقعية.

## في الإسلام

### معنى الأمل
- المعنى الأول: رجاء عفو الله ومغفرته للإنسان، فالإنسان دوماً في حال رجاء لله تعالى أنه عز وجل يغفر له ما يحصل منه من أخطاء وذنوب، وهو في الحقيقة بين الخوف منه ورجائه تعالى. وبهذه الموازنة بين الخوف والرجاء ينشط الإنسان للعمل والطاعة ولا يصيبه اليأس أو القنوط إذا أخطأ أو وقع في معصية، لأنه يعرف أنه إذا تاب توبة صحيحة مقبولة، وأدى حقوق الخلق عليه فإن الله يغفر له ويرحمه.
- المعنى الثاني: بمعنى انتظار الفرج وكشف البلاء، وزوال المصيبة والمشكلة التي يعاني منها الإنسان، وتوقع حصول الأفضل.

### الرجاء لغة
الرّجاء مصدر قولهم رجوت فلانا أرجوه وهو مأخوذ من مادّة (ر ج و) الّتي تدلّ على الأمل الّذي هو نقيض اليأس، ممدود. يقال رجوت فلانا رجوا ورجاء ورجاوة. ويقال ما أتيتك إلّا رجاوة الخير، وترجّيته، ترجية بمعنى رجوته.
لكن هناك فرق بين الأمل والرجاء، فالرجاء انفعال متوازن، يجمع بين الحذر والتفاؤل، ويجمع بين التمني والعمل. أما الأمل: فهو انفعال يغلب فيه التفاؤل.

### الرجاء اصطلاحا
على المعنى الأول:
قال ابن القيّم- رحمه اللّه-: الرّجاء هو النّظر إلى سعة رحمة اللّه.
وقيل: هو الاستبشار بجود وفضل الرّبّ تبارك وتعالى والارتياح لمطالعة كرمه.
وقيل: هو الثّقة بجود الرّبّ تعالى.
قال ابن القيم: الرّجاء هو عبوديّة، وتعلّق باللّه من حيث اسمه: البرّ المحسن، وقال: لولا روح الرّجاء لما تحرّكت الجوارح بالطّاعة. ولولا ريحه الطّيّبة لما جرت سفن الأعمال في بحر الإرادات. "2"
قال الحافظ ابن حجر- رحمه اللّه-:
 المقصود من الرّجاء أنّ من وقع منه تقصير فليحسن ظنّه باللّه ويرجو أن يمحو عنه ذنبه، وكذا من وقع منه طاعة يرجو قبولها، وأمّا من انهمك على المعصية راجيا عدم المؤاخذة بغير ندم ولا إقلاع فهذا في غرور. وما أحسن قول أبي عثمان الجيزيّ: من علامة السّعادة أن تطيع، وتخاف أن لا تقبل، ومن علامة الشّقاء أن تعصي، وترجو أن تنجو «3».
وعلى المعنى الثاني للرجاء:
تأمّل الخير وقرب وقوعه،
وفي الرّسالة القشيريّة:الرّجاء تعليق القلب بمحبوب في المستقبل.
وقال الرّاغب: الرّجاء ظنّ يقتضي حصول ما فيه مسرّة.
وقال المناويّ: الرّجاء ترقّب الانتفاع بما تقدّم له سبب ما «1».
الفرق بين الرجاء والتمني: أنّ التّمنّي يصاحبه الكسل، أما الرجاء فهو مع البذل والعمل.

### الفرق بين طول الأمل والرجاء
الرجاء: تعلق القلب بمحصول محبوب في المستقبل.
والفرق بينه وبين الطمع والرجاء: أن الأمل أكثر ما يكون فيما يستبعد حصوله، والطمع لا يكون إلا فيما قرب حصوله، أما الرجاء: فهو بين الأمل والطمع، فإن الراجي قد يخاف ألا يحصل مأموله، ولهذا يستعمل بمعنى الخوف، ومنه قول الله تعالى: {مَن كَانَ يَرْجُو لِقَاء اللَّهِ فَإِنَّ أَجَلَ اللَّهِ لآتٍ} [سورة العنكبوت، آية: 5] أي: يخافه.

### الرجاء في القرآن
- إِنَّ الَّذِينَ يَتْلُونَ كِتابَ اللَّه وَأَقامُوا الصَّلاةَ وَأَنْفَقُوا مِمَّا رَزَقْناهُمْ سِرًّا وَعَلانِيَةً يَرْجُونَ تِجارَةً لَنْ تَبُورَ (29) لِيُوَفِّيَهُمْ أُجُورَهُمْ وَيَزِيدَهُمْ مِنْ فَضْلِهِ إِنَّهُ غَفُورٌ شَكُورٌ (30) «4»
- أَمَّنْ هُوَ قانِتٌ آناءَ اللَّيْلِ ساجِداً وَقائِماً يَحْذَرُ الْآخِرَةَ وَيَرْجُوا رَحْمَةَ رَبِّهِ قُلْ هَلْ يَسْتَوِي الَّذِينَ يَعْلَمُونَ وَالَّذِينَ لا يَعْلَمُونَ إِنَّما يَتَذَكَّرُ أُولُوا الْأَلْبابِ (9) «5»
- إِنَّ الَّذِينَ آمَنُوا وَالَّذِينَ هاجَرُوا وَجاهَدُوا فِي سَبِيلِ اللَّه أُولئِكَ يَرْجُونَ رَحْمَتَ اللَّه وَاللَّه غَفُورٌ رَحِيمٌ (218) «6» ان القرآن يساعد على التقكير مثال: في الدراسة وفي مساعده الناس.

### الأحاديث في رجاء عفو الله ومغفرته
عن أنس- رضي اللّه عنه- أنّ النّبيّ صلّى اللّه عليه وسلّم دخل على شابّ وهو في الموت فقال: «كيف تجدك؟». قال: واللّه يا رسول اللّه إنّي أرجو اللّه وإنّي أخاف ذنوبي، فقال رسول اللّه صلّى اللّه عليه وسلّم: «لا يجتمعان في قلب عبد في مثل هذا الموطن إلّا أعطاه اللّه ما يرجو وآمنه ممّا يخاف»)* «7».
(عن أنس بن مالك- رضي اللّه عنه- قال: سمعت رسول اللّه صلّى اللّه عليه وسلّم يقول: «قال اللّه: يابن آدم إنّك ما دعوتني ورجوتني غفرت لك على ما كان فيك ولا أبالي، يابن آدم لو بلغت ذنوبك عنان السّماء ثمّ استغفرتني غفرت لك ولا أبالي، يابن آدم إنّك لو أتيتني بقراب الأرض خطايا ثمّ لقيتني لا تشرك بي شيئا لأتيتك بقرابها مغفرة»)* «8».

### من كلام العلماء في النوع الأول من الرجاء
(قال الشّافعيّ- رحمه اللّه- في مرض موته:
فلمّا قسا قلبي وضاقت مذاهبي... جعلت الرّجا منّي لعفوك سلّما
تعاظمني ذنبي فلمّا قرنته... بعفوك ربّي كان عفوك أعظما) «9». (قال سفيان- رحمه اللّه-: «من أذنب ذنبا فعلم أنّ اللّه تعالى قدّره عليه، ورجا غفرانه، غفر اللّه له ذنبه»)* «10».
(قال أبو عمران السّلميّ منشدا:
وإنّي لآتي الذّنب أعرف قدره... وأعلم أنّ اللّه يعفو ويغفر
لئن عظّم النّاس الذّنوب فإنّها... وإن عظمت في رحمة اللّه تصغر) «11».

### علاج طول الأمل
ذكر أبو حامد الغزالي أن طول الأمل له سببان: الجهل، وحب الدنيا، ثم ذكر أن علاج طول الأمل هو التخلص من هاتين الآفتين، فقال في بيان ذلك:
أما الجهل فيدفع بالفكر الصافي من القلب الحاضر، وبسماع الحكمة البالغة من القلوب الطاهرة. وأما حب الدنيا فالعلاج في إخراجه من القلب شديد، وهو الداء العضال الذي أعيا الأولين والآخرين علاجه، ولا علاج له إلا الإيمان باليوم الآخر وبما فيه من عظيم العقاب وجزيل الثواب، ومهما حصل له اليقين بذلك ارتحل عن قلبه حب الدنيا؛ فإن حب الخطير هو الذي يمحو عن القلب حب الحقير، فإذا رأى حقارة الدنيا ونفاسة الآخرة استنكف أن يلتفت إلى الدنيا كلها وإن أعطى ملك الأرض من المشرق إلى المغرب، وكيف وليس عنده من الدنيا إلا قدر يسير مكدر منغص؟ فكيف يفرح بها أو يترسخ في القلب حبها مع الإيمان بالآخرة؟ ولا علاج في تقدير الموت في القلب مثل النظر إلى من مات من الأقران والأشكال، وأنهم كيف جاءهم الموت في وقت لم يحتسبوا.

### مضار طول الأمل
قال السمرقندي: من طال أمله عاقبه الله تعالى بأربعة أشياء، أولها: أن يتكاسل عن الطاعات، والثاني: أن يكثر همومه في الدنيا، والثالث: أن يصير حريصا على جمع المال، والرابع: أن يقسو قلبه، لأنه يقال قسوة القلب من أربعة أشياء: أولها: بطن ممتلئ، والثاني: صحبة صاحب السوء، والثالث: نسيان الذنوب الماضية، والرابع: طول الأمل.
فمن مضار طول الأمل:
- نسيان الآخرة وما أعدّ الله فيها من النّعيم المقيم لأهل طاعته ومن العذاب الأليم لأهل المعاصي.
- قلّة الصّبر عن الشّهوات، وشدّة الغفلة عن الطّاعات.
- طول الأمل يجلب السّعادة الظّاهرة في الدّنيا ويسقي صاحبه كؤوسا مترعة من اللّذّة الفانية.
- يقسي القلب ويجفّ دمع العين، ويزيد في شدّة الحرص على الدّنيا.
- يدفع إلى المعاصي، ويبعد عن الطّاعات.
- به يتعدّى على الآخرين فيسلب الحقوق، وينتهك الحرمات.[12]

## الأمل في التراث المسيحي

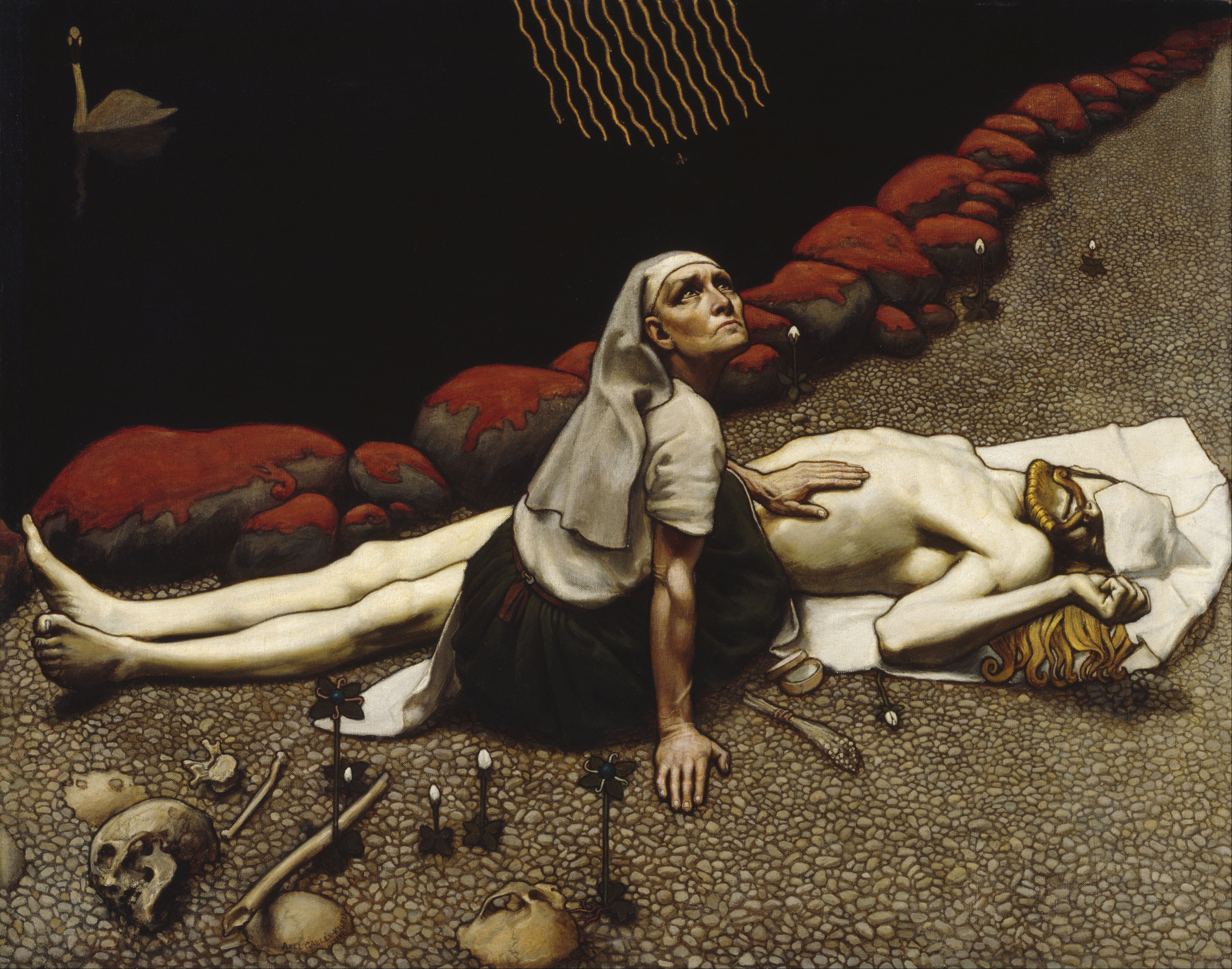
سيدة تبدو عليها ملامح الرجاء

الرجاء في الكتاب المقدَّس هو في عودة المسيح إلى الأرض (المجيء الثاني للمسيح)؛ حيث سيأتي ويحقق العدل ويحكم على الأرض بالحق، ممجدًا الله وناصرًا المظلوم. إذ سيقيم المسيح حينها الموتى، المؤمنين منهم إلى حياة أبديَّة والخطاة إلى دينونة نار أبديَّة. فيقول الكتاب المقدَّس في تيطس 2: «منتظرين الرجاء المبارك وظهور مجد الله العظيم ومخلصنا يسوع المسيح». ويحوي الكتاب المقدس على حوالي 1518 نبوءة عن المجيئ الثاني للمسيح الرَّب على لسان الأنبياء والموحى لهم على مدى التاريخ. ومن الأسماء التي تطلق على ذلك اليوم، أشهرها: «يوم الرَّب» كما جاء في إشعياء 13: «هوذا يوم الرب قادم قاسيا بسخط وحمو غضب ليجعل الأرض خرابا ويبيد منها خطاتها». فهو يوم دينونة الله على الشَّر الذي في الأرض، أمَّا اللذين يضعون إيمانهم في المسيح الذي مات مصلوبًا وقام فلهم الحياة الأبديَّة.

## الأمل عند الرومان والإغريق
اعتبر الرومان والإغريق الأمل إلهًا مقدسًا، حيث أطلق الإغريق عليه اسم "إلبيس" (Elpis). ووفقًا للأسطورة اليونانية، كان "إلبيس" موجودًا في صندوق باندورا (الصندوق الذي فتحته باندورا فملأ الأرض بالشرور). عندما أخرجت باندورا جميع الشرور، احتفظت بـ"إلبيس"، مما تسبب في أن يصاب البشر باليأس والإحباط. وعندما عادت باندورا لفتح الصندوق مجددًا، خرج "إلبيس" بشكل ضعيف وبطيء، لكنه نما في قوته وتأثيره، ليصبح أقوى من جميع الشرور الأخرى.
أما الرومان فقد سموا الأمل بالإلهة "سبس" (Spes)، واعتبروها آخر الآلهة (Ultima Dea)، مما يعني أن الأمل هو الملاذ الأخير الذي يحتاجه الإنسان. وفي الفن الروماني، كان يتم تصوير الإلهة "سبس" وهي تحمل في يدها الخير والزهور، رمزًا للجمال والوفرة معًا.